# Кохання без вагання
«Кохання без вагання» — романтична комедія режисера Сергія Шляхтюка про Ігоря, цинічного, брутального та успішного чоловіка, він не вірить у любов і романтику, але при цьому створює найкращі весілля. Його життя це сплановане свято егоїзму та розваг, до поки йому не потрапляє замовлення від однієї пари, яке кардинально змінює його життя....

## Сюжет
Ігор найкращий організатор весіль, він аналізує клієнтів до дрібниць, та немов читає їх думки. Він втілює найзаповітніші мрії, для нього немає слова «неможливо». Але після останнього замовлення Ігор не може знайти собі місця. Гучні вечірки та гулянки, бійки у барах та на рингу, ніщо не може повернути йому смак до життя. Тому він відправляється у лісний будинок до сім’ї свого брата, щоб знайти там душевний спокій, але вони не залишають його минуле без уваги. Брат з дружиною намагаються йому допомогти і розуміють,  ще не все втрачено і розбите серце Ігоря ще можна врятувати. Але часу обмаль!

## У ролях
| Актор                  | Роль                     |
| ---------------------- | ------------------------ |
| Даніель Салем          | Ігор                     |
| Ірина Кобзева          | Діана                    |
| Олександра Шпільфогель | Лера                     |
| Олександр Аввакумов    | Едуард                   |
| Арсен Мірзоян          | Олександр (брат Ігоря)   |
| Вікторія Любухіна      | Анна                     |
| Ольга Сумська          | Тамара Альбертівна       |
| Аделія Назарчук        | Ева (племінниця Ігоря)   |
| Михайло Срібний        | Андрій (племінник Ігоря) |
| Олена Крутієнко        | Управляюча готелем       |
| Дарина Вексель         | Психолог                 |

### Знімальна група
- Режисер-постановник: Сергій Шляхтюк
- Сценаристи: Сергій Шляхтюк, Єва Воєрманн
- Продюсери: Сергій Шляхтюк, Єва Воєрманн
- Виконавчий продюсер: Сергій Шляхтюк
- Лінійний продюсер: Снігир Єгор
- Оператор-постановник: Олександр Гребенніков
- Другий режисер: Дем'яненко Марина, Євгеній Савченко

## Реліз
Широкий кінотеатральний прокат був запланований на осінь 2022 року, а саме на жовтень.